# 哥德斯堡纲领
《哥德斯堡纲领》（德语：Godesberger Programm）是德国社会民主党的纲领。该纲领于1959年11月15日在德国哥德斯堡（今德国波恩）举行的社会民主党大会上批准通过。
《哥德斯堡纲领》最引人注目的地方主要是这是社会民主党历史上首次放弃马克思主义观点。在引入此纲领的过程中，社会民主党放弃了马克思主义以及长期作为该党意识形态核心的对资本主义的敌对观点，并寻求工人阶级的支持以获得更广泛选民如中产阶级、专业人士的支持。《哥德斯堡纲领》的核心内容至今仍然有效，其中包括对市场经济和国防的承诺、基本价值观的制定以及作为“人民党”的主张。在这之后，1989年12月又发布了《柏林纲领》。